# Telamonanthe turbinella
Telamonanthe turbinella är en insektsart som beskrevs av Jörgensen 1935. Telamonanthe turbinella ingår i släktet Telamonanthe och familjen hornstritar. Inga underarter finns listade i Catalogue of Life.